# Reprezentacja Irlandii w ice speedwayu
Reprezentacja Irlandii w ice speedwayu – grupa zawodników ice speedwaya reprezentujących Irlandię w sportowych imprezach międzynarodowych. Za jej funkcjonowanie odpowiedzialny jest Motor Cycle Union of Ireland (MCUI), który zarządza sportem motocyklowym nie tylko w Republice Irlandii, lecz także w Irlandii Północnej.

## Historia
Jedynym reprezentantem Irlandii w lodowej odmianie speedwaya był Tony Carey, występował on w rundach eliminacyjnych indywidualnych mistrzostw świata w latach 1991-1996.
Debiut Tony'ego Careya w rozgrywkach międzynarodowych miał miejsce w rundzie kwalifikacyjnej indywidualnych mistrzostw świata 1991, rozgrywanej 19-20 stycznia na sztucznie mrożonym torze IJsselstadion w holenderskim Deventer. Irlandczyk zgromadził 2 punkty i zakończył rywalizację na 15. miejscu. Drugi występ Carey zaliczył w sezonie 1993. W ćwierćfinale indywidualnych mistrzostw świata odbywających na torze łyżwiarskim Eissporthalle Frankfurt we Frankfurcie nad Menem zawodnik zdobył jeden punkt i zawody zakończył na 16. pozycji. Kolejny występ Careya miał miejsce w eliminacjach indywidualnych mistrzostw świata 1997 rozgrywanych 13 i 14 stycznia 1996 roku na torze w Madonna di Campiglio. Reprezentant Irlandii z dorobkiem 1 punktu ukończył zawody na 15. miejscu. Tony Carey był także zawodnikiem rezerwowym rundy kwalifikacyjnej indywidualnych mistrzostw świata 1999, która odbyła się 12 marca 1998 roku w Assen, nie miał on jednak okazji wziąć udziału w żadnym biegu.